# Матю Бродерик
Матю Бродерик (на английски: Matthew Broderick) е американски театрален и филмов актьор, носител на две награди „Тони“ и номиниран за „Грами“, „Сатурн“, „Еми“ и „Златен глобус“. От 2006 г. има звезда на Холивудската алея на славата.

## Биография
Матю Бродерик е роден на 21 март 1962 г. в Ню Йорк, САЩ. От 1997 г. е женен за актрисата Сара Джесика Паркър.

## Избрана филмография
- „Болкоуспокояващо“ (2023)
- „Кинти в небето“ (2011)
- „Легендата за Десперо“ (2008)
- „Продуцентите“ (2005)
- „Степфордските съпруги“ (2004)
- „Инспектор Гаджет“ (1999)
- „Съперници“ (1999)
- „Пътуване до крайбрежието“ (1998)
- „Годзила“ (1998)
- „Цар лъв“ (1994)
- „Слава“ (1989)
- „Почивният ден на Ферис Бюълър“ (1986)
- „Жената-ястреб“ (1985)
- „Военни игри“ (1983)